# Кашя Ґручалла-Весєрскі
Кашя Ґручалла-Весєрскі (англ. Kasia Gruchalla-Wesierski; нар. 31 березня 1991, Монреаль, Квебек, Канада) — канадська веслувальниця, олімпійська чемпіонка 2020 року, срібна призерка Олімпійських ігор 2024 року.

## Виступи на Олімпіадах
| Олімпіада  | Дисципліна | Місце |
| ---------- | ---------- | ----- |
| Токіо 2020 | вісімки    | 1     |
| Париж 2024 | вісімки    | 2     |